# Shokugyō Nōryoku Kaihatsu Sōgō Daigakkō

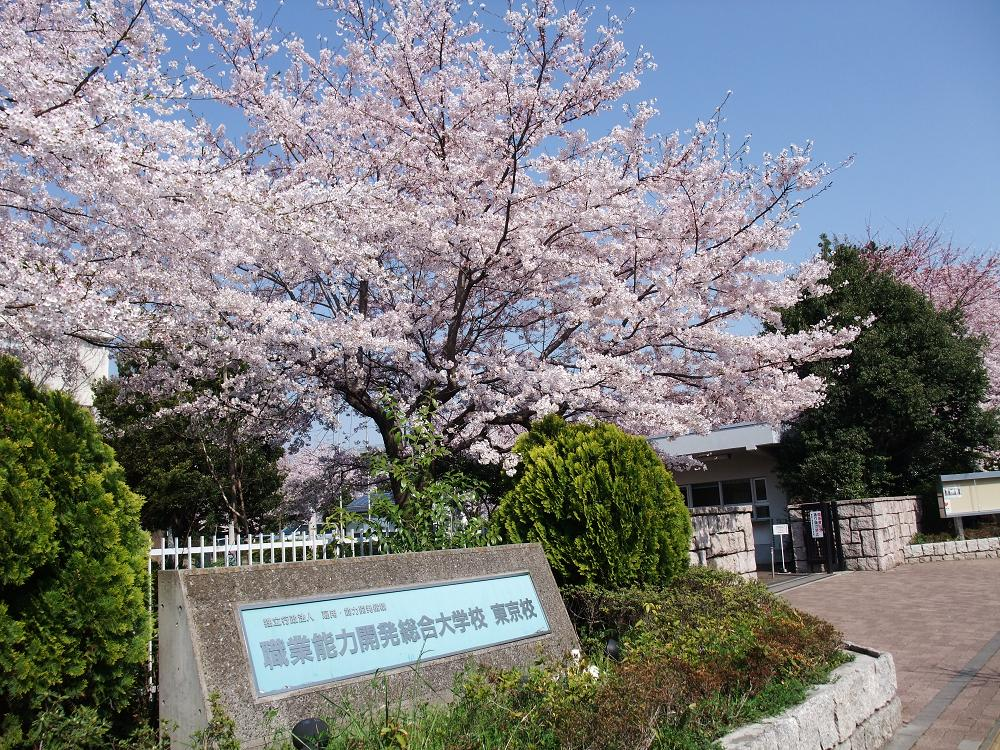
Haupteingang (2009)

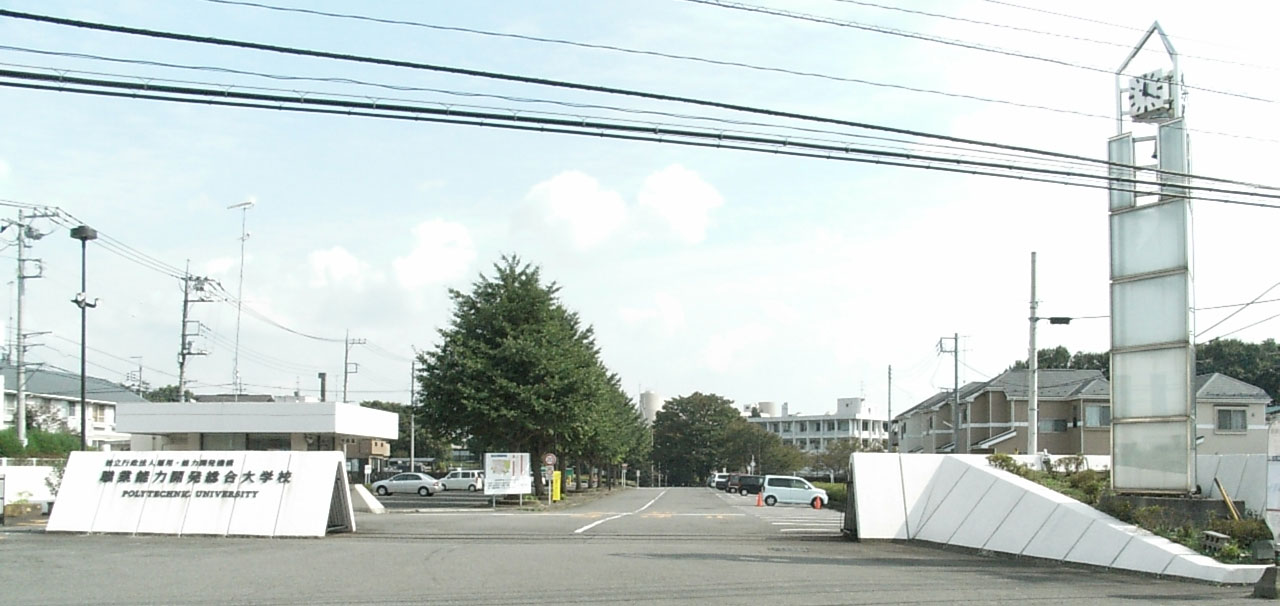
Ehemaliger Sagamihara-Campus (2007)

Die Shokugyō Nōryoku Kaihatsu Sōgō Daigakkō (jap. 職業能力開発総合大学校, dt. „Umfassende Hochschule für Entwicklung der Beruflichen Fähigkeiten“; engl. Polytechnic University, kurz: Shokugyōdai (職業大) oder PTU) ist eine staatliche Hochschule in Kodaira in der Präfektur Tokio (Japan).
Die Hochschule ist die Ausbildungsanstalt der Berufsbildungslehrer (VET [vocational education and training] instructors) und ist vom japanischen Ministerium für Gesundheit, Arbeit und Soziales verwaltet. Der Betreiber der Hochschule ist seit 2011 die Selbstverwaltungskörperschaft (dokuritsu gyōsei hōjin) Japan Organization for Employment of the Elderly, Persons with Disabilities and Job Seekers (JEED, 高齢・障害・求職者雇用支援機構). Die Hochschule ist nicht nach dem japanischen Schul- und Erziehungsgesetz (jap. 学校教育法 Gakkō kyōiku hō) eingerichtet (Also heißt sie nicht „Daigaku“, sondern „Daigakkō“). Der Bachelor- oder Masterabschluss ist vergeben, nicht von der Hochschule selbst, sondern vom NIAD-QE (大学改革支援・学位授与機構).
Die Hochschule wurde 1961 als Zentrale Berufsbildungsstätte (中央職業訓練所 Chūō shokugyō kunrenjo) gegründet. 1965 wurde sie in Hochschule für Berufsbildung (職業訓練大学校 Shokugyō kunren daigakkō) umbenannt, 1993 dann in Hochschule für Entwicklung der Beruflichen Fähigkeiten (職業能力開発大学校 Shokugyō nōryoku kaihatsu daigakkō). 1988 richtete sie die Graduiertenschule (Masterstudiengang). 1999 erhielt sie den heutigen Namen, durch den Zusammenschluss mit dem Forschungszentrum für Fortbildung und mit der Kurzhochschule für Entwicklung der Beruflichen Fähigkeiten Tokio. Ab 1973 bis 2013 befand die Hochschulverwaltung sich in Sagamihara in der Präfektur Kanagawa. 2013 zog sie nach Kodaira in der Präfektur Tokio.

## Fakultäten
- Allgemeine Studiengänge (jap. 総合課程; engl. Course of Science in Manufacturing Technology) – 4-jährige Bachelorstudiengänge
  - Abteilung für Maschinenlehre
  - Abteilung für Elektrotechnik
  - Abteilung für Elektronik und Informatik
  - Abteilung für Architektur

Es gibt Ausbildungskurse der Berufsbildungslehrer außer den Bachelorstudiengängen.
- Ausbildungskurse der Allgemeinen Berufsbildungslehrer (指導員養成課程)
  - Kurs für Leadership Ability (1-jährig; für die Studenten im 3. Jahr der Bachelorstudiengänge) (指導力習得コース)
  - Kurs für Training Technics (halbjährig) (訓練技法習得コース)
  - Kurs für Training Technics & Technology (1-jährig; für Absolventen der 4-jährigen Hochschulen) (訓練技法・技能等習得コース)
  - Kurs für Training Technics (für Erfahrene) (実務経験者訓練技法習得コース)
  - Kurs für Umschulung (für bestehende Berufsbildungslehrer) (職種転換コース)
- Ausbildungskurse der Fortgeschrittenen Berufsbildungslehrer (高度養成課程)
  - Forschungskurs der Entwicklung der Beruflichen Fähigkeiten (2-jährig; Masterstudiengang) (職業能力開発研究学域)
  - Ausbildungskurs der Lehrer an den Fachschulkursen (halbjährig) (専門課程担当者養成コース)
  - Ausbildungskurs der Lehrer an den Angewandten Kursen (1-jährig) (応用課程担当者養成コース)